# Sunzi
|  | Aquest article tracta sobre l'escriptor militar. Vegeu-ne altres significats a «Sun Zi (matemàtic)». |

Sunzi (Mestre Sun; en xinès: 孫子, en pinyin: Sūn Zǐ, en Wade-Giles: Sun Tzu) (544 aC - 496 aC) fou un pensador de l'àmbit daoista i versemblantment un militar autor de L'Art de la guerra, un antic llibre xinès sobre estratègia militar (la major part, però, no referent directament a tàctiques militars), que ha afectat tant la filosofia i el pensament militar de l'Àsia oriental com occidental. Sunzi és venerat a la cultura xinesa i d'Àsia oriental com una figura històrica i militar llegendària. El seu nom de naixement era Sun Wu (xinès tradicional) i era conegut fora de la seva família pel seu nom de cortesia Changqing. El nom Sunzi pel qual és conegut més popularment és un nom honorífic que significa «Mestre Sun».
La historicitat de Sunzi és incerta. L'historiador de la dinastia Han Sima Qian i altres historiadors tradicionals xinesos el van situar com a ministre del rei Helü de Wu i van datar la seva vida entre el 544 i el 496 aC. Els estudiosos moderns que accepten la seva historicitat situen el text actual de L'art de la guerra en el període posterior dels Estats Combatents del 475 al 221 aC, basant-se en el seu estil de composició i les seves descripcions de la guerra. Els relats tradicionals afirmen que el descendent del general Sun Bin va escriure un tractat sobre tàctiques militars, també titulat L'art de la guerra de Sun Bin. Com que tant Sun Wu com Sun Bin s'anomenaven «Sun Tzu» en els textos clàssics xinesos, alguns historiadors els creien idèntics, abans del redescobriment del tractat de Sun Bin el 1972.
El treball de Sunzi ha estat elogiat i emprat en la guerra de l'Àsia oriental des de la seva composició. Durant el segle xx, L'Art de la Guerra va créixer en popularitat i també va tenir un ús pràctic al món occidental. Continua sent influent en molts esforços competitius contemporanis al món modern més enllà de l'estratègia militar i la guerra, incloent-hi l'espionatge, la cultura, la política, els negocis i els esports.

## Biografia
Les fonts disponibles més antigues no estan d'acord quant a on va néixer Sunzi. Els Annals de Primavera i Tardor i els posteriors Registres del Gran Historiador (Shiji) de Sima Qian afirmen que Sunzi va néixer a Qi. Ambdues fonts també coincideixen que Sunzi va néixer a finals del període de la primavera i la tardor i que va ser actiu com a general i estrateg, servint al rei Helü de Wu al segle vi aC, començant cap al 512 aC. Les victòries de Sunzi el van inspirar llavors a escriure L'art de la guerra. L'art de la guerra va ser un dels tractats militars més llegits en el període posterior dels Estats Combatents, una època de guerra constant entre set antics estats xinesos —Zhao, Qi, Qin, Chu, Han, Wei i Yan— que lluitaven per controlar la gran extensió de territori fèrtil a l'est de la Xina.
L'única font sobre la seva vida que ha perdurat fins als nostres dies és la biografia escrita el segle ii aC per l'historiador xinès Sima Qian, que el descrigué com un general que visqué a l'estat de Wu el segle vi aC. No obstant això, aquesta biografia no sembla consistent amb altres fonts del període que apunten que el llibre fou escrit entre l'any 400 aC i 320 aC.
L'obra de Sunzi, L'Art de la guerra ens dona algunes pistes sobre la seva vida. Per exemple, els carros de guerra descrits en el llibre foren utilitzats durant un breu període a finals del segle iv aC, per tant, almenys una part de l'obra dataria d'aquell període.
Una de les històries més conegudes sobre Sunzi, extreta de Sima Qian, il·lustra el temperament de Sunzi de la següent manera: Abans de contractar Sunzi, el rei de Wu va posar a prova les habilitats de Sunzi ordenant-li que entrenés un harem de 180 concubines com a soldats. Sunzi les va dividir en dues companyies, nomenant les dues concubines més afavorides pel rei com a comandants de la companyia. Quan Sunzi va ordenar per primera vegada a les concubines que miraven cap a la dreta, van riure. En resposta, Sunzi va dir que el general, en aquest cas ell mateix, era el responsable de garantir que els soldats entenguessin les ordres que se'ls donaven. Aleshores, va reiterar l'ordre, i de nou les concubines van riure. Sunzi va ordenar llavors l'execució de les dues concubines preferides del rei, davant les protestes del rei. Va explicar que si els soldats del general entenien les seves ordres, però no obeïen, era culpa dels oficials. Sunzi també va dir que, un cop nomenat un general, era el seu deure dur a terme la seva missió, encara que el rei protestés. Després que les dues concubines van ser assassinades, es van triar nous oficials per substituir-les. Després, ambdues companyies, ara ben conscients dels costos d'una frivolitat, van realitzar les seves maniobres de manera impecable.
Sima Qian va afirmar que Sunzi va demostrar més tard al camp de batalla que les seves teories eren efectives (per exemple, a la batalla de Boju), que va tenir una carrera militar reeixida i que va escriure L'art de la guerra basant-se en la seva experiència provada. Tanmateix, el Zuozhuan, un text històric escrit segles abans que el Shiji, proporciona un relat molt més detallat de la batalla de Boju, però no esmenta en absolut Sunzi.

### Historicitat
Al voltant del segle xii, alguns estudiosos xinesos van començar a dubtar de l'existència històrica de Sunzi, principalment pel fet que no s'esmenta en el clàssic històric Zuo zhuan, que esmenta la majoria de les figures notables del període de primavera i tardor.  El nom «Sun Wu» (孫武) no apareix en cap text anterior als Records of the Grand Historian i pot haver estat un cognom descriptiu inventat que significa «el guerrer fugitiu»; el cognom «Sol» es pot glossar com el terme relacionat «fugitiu» (xùn遜), mentre que «Wu» és l'antiga virtut xinesa de «marcial, valent» (wǔ武), que correspon al paper de Sunzi com a doppelgänger de l'heroi a la història de Wu Zixu. L'única batalla històrica atribuïda a Sunzi, la batalla de Boju, no té constància d'ell lluitant en aquella batalla.
Els escèptics citen possibles inexactituds i anacronismes històrics en el text, i que el llibre era en realitat una recopilació de diferents autors i estrategs militars. L'atribució de l'autoria de L'Art de la guerra varia entre els estudiosos i ha inclòs persones i moviments, com ara Sun; l'estudiós de Chu Wu Zixu; un autor anònim; una escola de teòrics en Qi o Wu; Sun Bin; i altres. Sun Bin sembla haver estat una persona real que va ser una autèntica autoritat en qüestions militars, i pot haver estat la inspiració per a la creació de la figura històrica «Sunzi» a través d'una forma d'euhemerisme. El nom Sun Wu apareix en fonts posteriors com el Shiji i el Wu Yue Chunqiu, però es va escriure segles després de l'era de Sunzi.

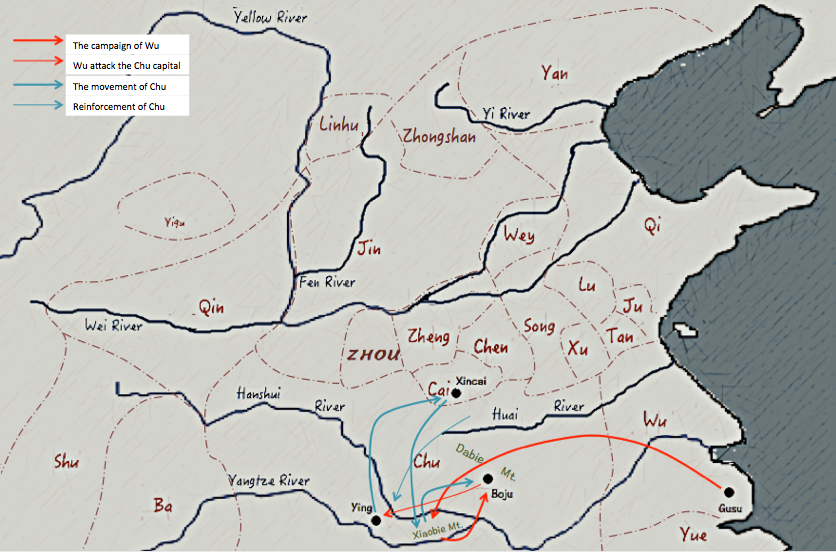
Situació durant la batalla de Boju

Tanmateix, l'ús de les tires en altres obres, com ara Els mètodes de Sima, es considera una prova de la prioritat històrica de Sunzi. Segons Ralph Sawyer, és molt probable que Sunzi existís i no només va servir com a general, sinó que també va escriure el nucli del llibre que porta el seu nom. S'argumenta que hi ha una disparitat entre les guerres a gran escala i les tècniques sofisticades detallades al text i les batalles a petita escala més primitives que molts creuen que van predominar a la Xina durant el segle vi aC. En contra d'això, Sawyer argumenta que els ensenyaments de Sun Wu probablement es van ensenyar a les generacions successives de la seva família o una petita escola de deixebles, que finalment va incloure Sun Bin. Aquests descendents o estudiants poden haver revisat o ampliat certs punts del text original.
Els escèptics que identifiquen problemes amb la visió tradicionalista apunten a possibles anacronismes a L'Art de la Guerra, inclosos termes, tecnologia (com ara ballestes anacròniques), idees filosòfiques, esdeveniments i tècniques militars que no haurien d'haver estat disponibles per a Sun Wu. A més, no hi ha registres de generals professionals durant el període de primavera i tardor; aquests només existeixen del període dels Estats Combatents, de manera que hi ha dubtes sobre el rang i el càrrec de general de Sunzi. Això va causar molta confusió sobre quan es va escriure L'art de la guerra. La primera visió tradicional és que va ser escrit l'any 512 aC per l'històric Sun Wu, actiu durant els darrers anys del període de primavera i tardor (c. 722 – 481 aC). Una segona visió, sostenida per erudits com Samuel Griffith, situa The Art of War durant el període mitjà i final dels Estats Combatents (c. 481 – 221 aC). Finalment, una tercera escola afirma que els fulls es van publicar a la darrera meitat del segle v aC; això es basa en com els seus seguidors interpreten les làmines de bambú descobertes a Yinque Shan l'any 1972.
En la introducció que fa Herbert Allen Giles a la traducció a l'anglès de 1910 dedica una bona part a la discussió sobre el dubte i la confusió de l'existència real de Sunzi.

## L'art de la guerra

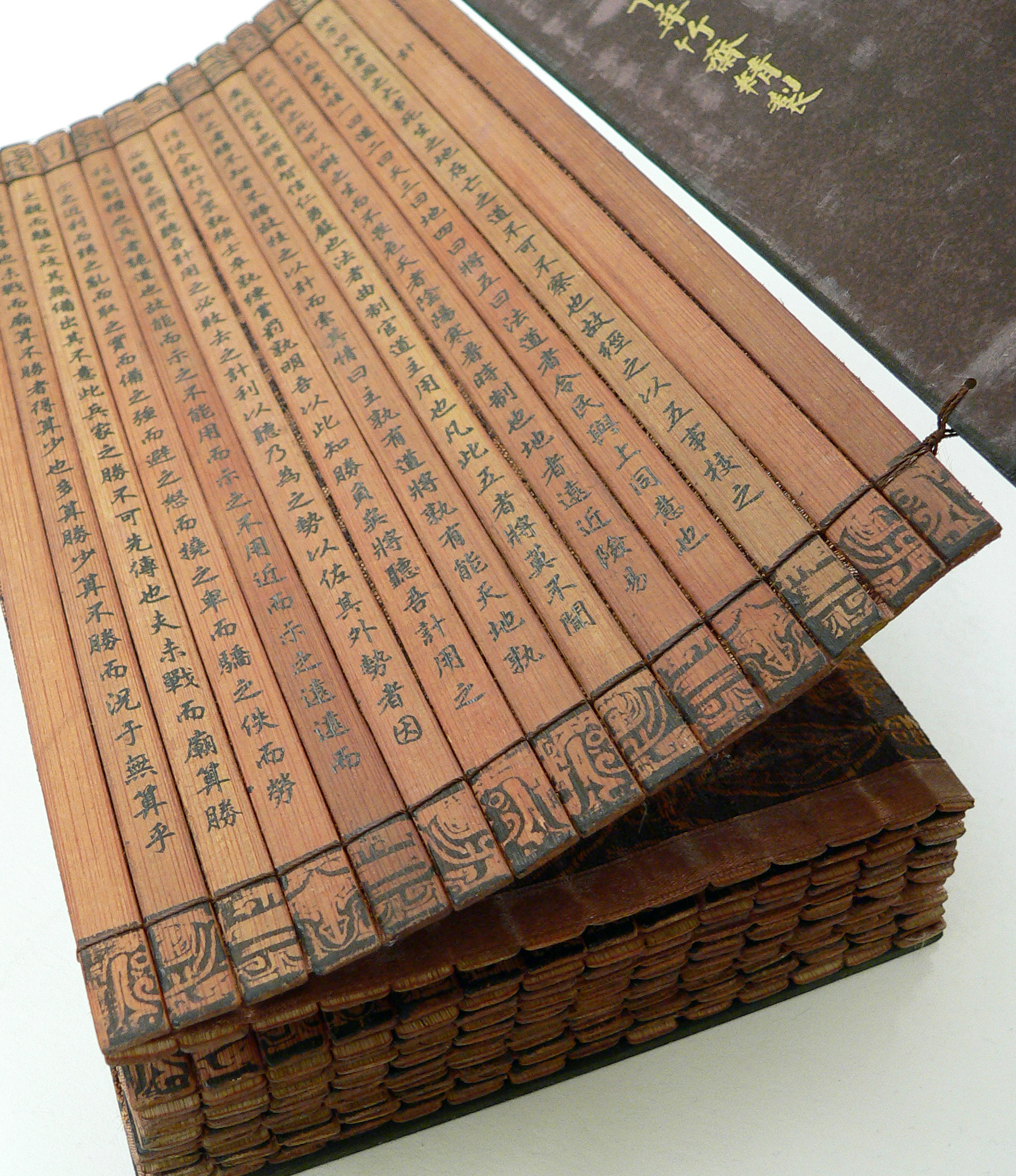
Una còpia de L'art de la guerra escrita sobre bambú

L'art de la guerra s'atribueix tradicionalment a Sunzi. Presenta una filosofia de guerra per gestionar els conflictes i guanyar batalles. És acceptat com una obra mestra sobre estratègia i ha estat citat i referit amb freqüència per generals i teòrics des que va ser publicat, traduït i distribuït per primera vegada internacionalment.
Hi ha nombroses teories sobre quan es va completar el text i sobre la identitat de l'autor o autors, però les recuperacions arqueològiques mostren que L'art de la guerra havia pres aproximadament la seva forma actual almenys a principis del període Han. Com que és impossible provar de manera definitiva si l'Art de la Guerra es va acabar abans d'aquesta data, és poc probable que les diferents teories sobre l'autor o autors de l'obra i la data d'acabament es resolguin completament. Alguns estudiosos moderns creuen que conté no només els pensaments de l'autor original, sinó també comentaris i aclariments de teòrics militars posteriors, com Li Quan i Du Mu.
Dels textos militars escrits abans de la unificació de la Xina i de la posterior crema de llibres de Qin Shi Huangdi al segle ii aC, n'han sobreviscut sis obres principals. Durant la dinastia Song, molt posterior, aquestes sis obres es van combinar amb un text Tang en una col·lecció anomenada Els Set Clàssics Militars. Com a part central d'aquesta recopilació, L'Art de la guerra va formar els fonaments de la teoria militar ortodoxa a la Xina moderna. Per il·lustrar aquest punt, calia llegir el llibre per superar les proves de nomenament imperial a càrrecs militars.
L'art de la guerra de Sunzi utilitza un llenguatge que pot ser inusual en un text occidental sobre guerra i estratègia. Per exemple, l'onzè capítol estableix que un líder ha de ser «serè i inescrutable» i capaç de comprendre «plans insondables». El text conté moltes observacions semblants que han confós durant molt de temps els lectors occidentals que no tenen consciència del context asiàtic oriental. Els significats d'aquestes afirmacions són més clars quan s'interpreten en el context del pensament i la pràctica taoistes. Sunzi considerava el general ideal com un mestre taoista il·lustrat, la qual cosa ha fet que L'art de la guerra es considerés un exemple excel·lent d'estratègia taoista.
El llibre també s'ha convertit en popular entre els líders polítics i els de gestió empresarial. Malgrat el seu títol, L'art de la guerra aborda l'estratègia d'una manera àmplia, tocant l'administració pública i la planificació. El text descriu les teories de la batalla, però també defensa la diplomàcia i el cultiu de les relacions amb altres nacions com a essencials per a la salut d'un estat.
El 10 d'abril de 1972, els treballadors de la construcció de Shandong van descobrir accidentalment les tombes de Yinqueshan Han. Els estudiosos van descobrir una col·lecció de textos antics escrits en unes làmines de bambú inusualment ben conservades. Entre ells hi havia L'art de la guerra i els mètodes militars de Sun Bin. Tot i que les bibliografies de la dinastia Han assenyalaven que aquesta darrera publicació existia i era escrita per un descendent de Sun, anteriorment s'havia perdut. El redescobriment de l'obra de Sun Bin és considerat extremadament important pels estudiosos, tant per la relació de Sun Bin amb Sunzi com per l'addició de l'obra al cos del pensament militar de l'antiguitat tardana xinesa. El descobriment en conjunt va ampliar significativament el cos de la teoria militar supervivent dels Estats Combatents. El tractat de Sun Bin és l'únic text militar conegut que sobreviu del període dels Estats Combatents descobert al segle xx i té la semblança més propera a L'art de la guerra de tots els textos supervivents.

## Llegat

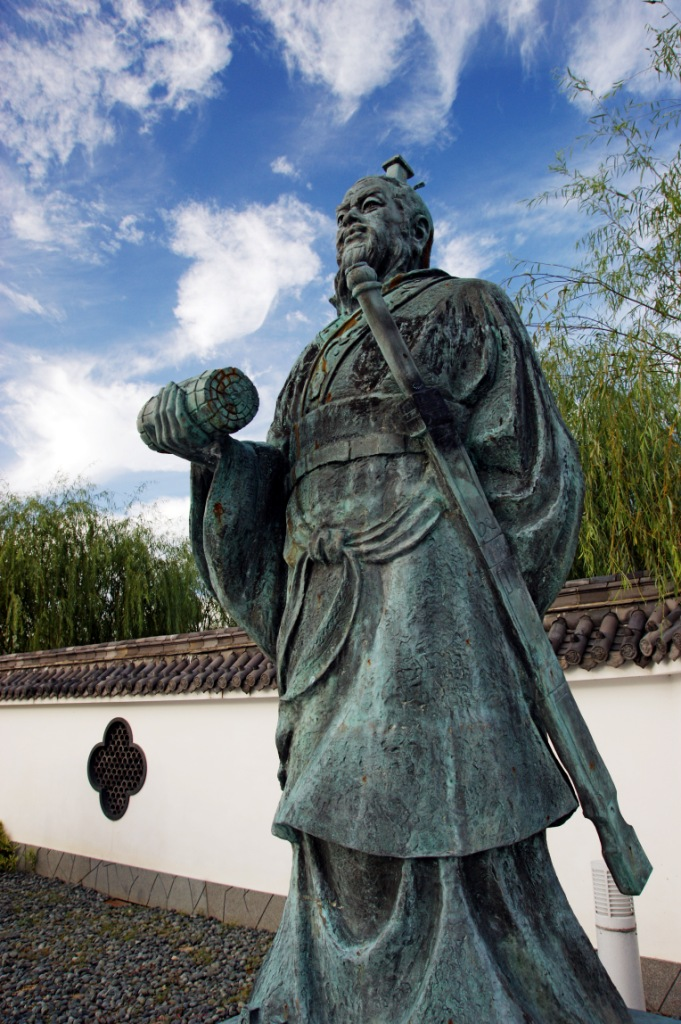
Estàtua de Sunzi a Yurihama, Tottori, al Japó

L'art de la Guerra de Sunzi ha influït en moltes figures notables. L'historiador xinès Sima Qian va explicar que el primer emperador històric de la Xina, Qin Shi Huangdi de Qin, va considerar el llibre inestimable per posar fi a l'època dels Estats Combatents. Al segle xx, el líder comunista xinès Mao Zedong va acreditar parcialment la seva victòria de 1949 sobre Chiang Kai-shek i el Kuomintang a L'art de la guerra. L'obra va influir fortament en els escrits de Mao sobre la Guerra de guerrilles, que van influir encara més en les insurreccions comunistes arreu del món.
L'art de la guerra es va introduir al Japó cap a l'any 760 dC i el llibre es va fer popular ràpidament entre els generals japonesos. A través de la seva influència posterior en el període Sengoku «Grans Unificadors» del Japó, Oda Nobunaga, Toyotomi Hideyoshi i Tokugawa Ieyasu, va afectar significativament la unificació del Japó a principis de l'era moderna. El domini dels seus ensenyaments va ser honrat entre els samurais i els seus ensenyaments van ser exhortats i exemplificats per influents daimyōs i shōguns. Després de la Restauració Meiji, es va mantenir popular entre les forces armades Imperials japoneses. L'almirall de la flota Tōgō Heihachirō, que va dirigir les forces japoneses a la victòria a la guerra russo-japonesa, era un àvid lector de Sunzi.
Ho Chi Minh va traduir l'obra perquè l'estudiessin els seus oficials vietnamites. El seu general Võ Nguyên Giáp, l'estrateg darrere de les victòries sobre les forces franceses i americanes a Vietnam, també va ser un àvid estudiant i practicant de les idees de Sunzi.
Els conflictes asiàtics dels Estats Units contra Japó, Corea del Nord i Vietnam del Nord van portar Sunzi a l'atenció dels caps militars nord-americans. El Departament de l'Exèrcit dels Estats Units, a través del seu Col·legi de Comandament i d'Estat Major, va encarregar a totes les unitats de mantenir biblioteques dins dels seus respectius quarters generals per a la formació contínua del personal en l'art de la guerra. L'art de la guerra s'esmenta com a exemple d'obres que s'han de mantenir a cada instal·lació, i els oficials de servei estan obligats a preparar articles breus per presentar-los a altres oficials sobre les seves lectures. De la mateixa manera, l'Art de la Guerra de Sunzi figura al Programa de lectura professional del Cos de Marines. Durant la guerra del Golf a la dècada de 1990, tant els generals Norman Schwarzkopf com Colin Powell van emprar principis de Sunzi relacionats amb l'engany, la velocitat i el fet de colpejar els punts febles de l'enemic. Tanmateix, els Estats Units i altres països occidentals han estat criticats per no entendre realment l'obra de Sunzi i no apreciar L'art de la guerra dins el context més ampli de la societat xinesa.
A la pel·lícula de 1987 Wall Street, el protagonista Gordon Gekko cita sovint passatges de L'art de la guerra com a principis rectors per a les seves tècniques de comerç agressives.
La retòrica taoista és un component incorporat a l'art de la guerra. Segons Steven C. Combs a «Sun-zi and the Art of War: The Rhetoric of Parsimony», la guerra s'utilitza «com a metàfora de la retòrica, i que totes dues són arts de base filosòfica». Combs escriu: «La guerra és anàloga a la persuasió, com una batalla pels cors i les ments». L'aplicació de les estratègies de L'art de la guerra al llarg de la història s'atribueix a la seva retòrica filosòfica. El taoisme és el principi central de l'art de la guerra. Combs compara l'antic xinès taoista amb la retòrica aristotèlica tradicional, sobretot per les diferències de persuasió. La retòrica taoista a les estratègies de guerra L'art de la guerra es descriu com a «pacífica i passiva, afavorint el silenci per sobre de la parla». Aquesta forma de comunicació és parsimoniosa. El comportament parsimoniós, que s'emfatitza molt a L'art de la guerra perquè evita la confrontació i és de naturalesa espiritual, configura els principis bàsics del taoisme.
Mark McNeilly escriu a Sun Tzu and the Art of Modern Warfare que una interpretació moderna de Sun i la seva importància al llarg de la història xinesa és fonamental per entendre l'empenta de la Xina per convertir-se en una superpotència al segle xxi. Els estudiosos xinesos moderns es basen explícitament en les lliçons estratègiques històriques i L'art de la guerra per desenvolupar les seves teories, veient una relació directa entre les seves lluites modernes i les de la Xina a l'època de Sunzi. Hi ha un gran valor percebut en els ensenyaments de Sunzi i altres escriptors tradicionals xinesos, que s'utilitzen regularment per desplegar les estratègies de l'estat xinès i els seus líders.
El 2008, el productor de televisió xinès Zhang Jizhong va adaptar la història de la vida de Sunzi en una sèrie de televisió de drama històric de 40 capítols titulada Bing Sheng, protagonitzada per Zhu Yawen com a Sunzi.
El 1972 es descobriren a Linyi (Shadong, Xina) un conjunt de textos en unes tauletes de bambú amb el text ja conegut i noves seccions. S'ha aconseguit datar aquests textos entre els anys 134 i 118 aC, per tant, això donaria més motius per pensar que algunes parts del llibre foren escrites molt més tard que altres.
Sun Bin, un descendent de Sunzi, escrigué un altre text conegut també com a Art de la guerra si bé un títol més adequat seria Art militar o Art bèl·lic, ja que està centrat gairebé exclusivament en aspectes pràctics de l'enfrontament militar.
El videojoc Age of Empires II: Definitive Edition conté missions de desafiament basades en L'art de la guerra de Sunzi, que explica les tàctiques i estratègies militars.
Al videojoc Team Fortress 2, el soldat cita Sunzi d'una manera molt desinformada al vídeo de la trobada amb el soldat.